# Das Chagrinleder

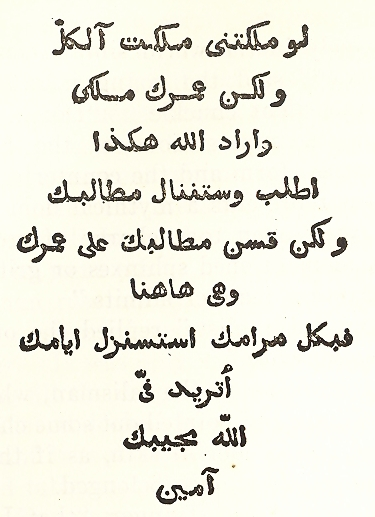
Die geheimnisvolle Inschrift auf dem Chagrinleder

Das Chagrinleder (frz. La peau de chagrin) ist ein Roman von Honoré de Balzac aus dem Jahr 1831. Er brachte dem Autor, neben dem kommerziellen Erfolg, erstmals auch Anerkennung als Künstler. Protagonist ist ein junger Mann, der, zum Selbstmord entschlossen, einen Teufelspakt eingeht – mit einem magischen Chagrinleder, das ihm die Erfüllung seiner Wünsche verspricht, dafür aber sein Leben verkürzt. Die Handlung vollzieht sich in der unmittelbar zurückliegenden Vergangenheit, fällt also in das Jahr, das auf die fehlgeschlagene Julirevolution folgte, und zeichnet das Porträt einer „Generation von jungen Menschen, die in einer von Geld beherrschten Gesellschaft politisch und metaphysisch entwurzelt sind“. Der Roman weist somit Merkmale fantastischer und realistischer Literatur auf. Sein Zwischenstatus zeigt sich auch in der Stellung innerhalb von Balzacs Menschlicher Komödie: formal den Études philosophiques (Philosophische Studien) zugeordnet, erkennt ihm das Vorwort eine Brückenfunktion zu den Études de mœurs (Sittenstudien) zu.

## Inhalt

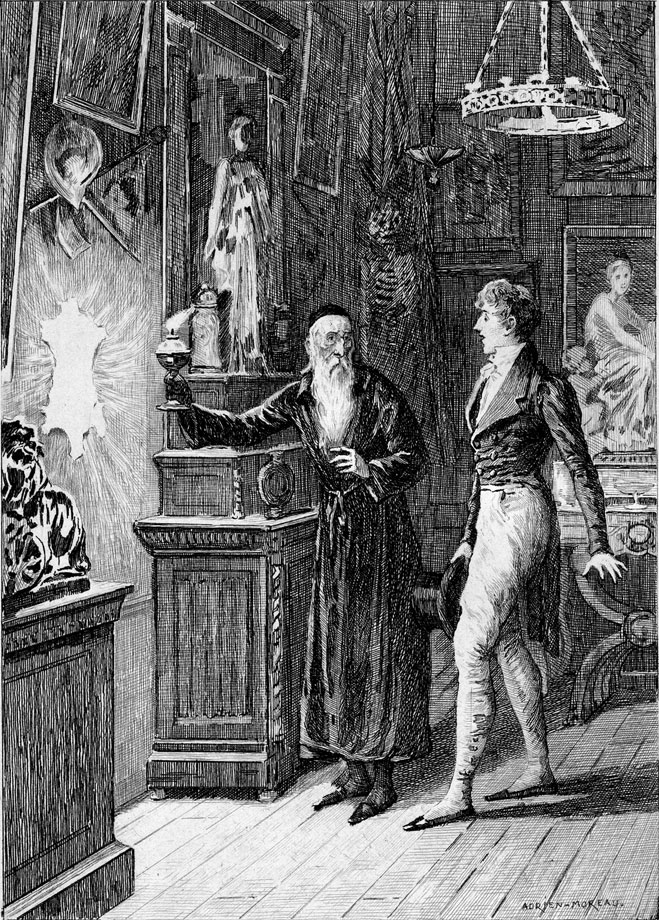
Der Moment, in dem Raphaël das Chagrinleder zum ersten Mal erblickt (Illustration von Adrien Moreau, 1897)

Der Roman gliedert sich in drei Teile: Le talisman (Der Talisman), La femme sans cœur (Die Frau ohne Herz) und L'agonie (Der Todeskampf). Der Protagonist, zu Beginn noch als „der Unbekannte“ bezeichnet, füllt fast den gesamten zweiten Teil mit seiner Lebensgeschichte, in der man erstmals auch Rastignac, eine der im Gesamtwerk Balzacs wiederkehrenden Figuren, kennenlernt. Der Epilog bietet dem Leser eine Deutung der beiden weiblichen Hauptfiguren, Pauline und Fœdora.
Paris, Ende Oktober 1830: Im Palais Royal spielt ein junger Mann mit der letzten ihm verbliebenen Münze beim Roulette alles oder nichts und verliert. Entschlossen, seinem Leben nun ein Ende zu setzen, begibt er sich geradewegs zur Seine. Der Spott einer alten Frau, die seine Absicht errät, lässt ihn den Vollzug der Tat auf die Nacht verschieben. In den verbleibenden Stunden verschlägt es ihn in ein imposantes Antiquitätengeschäft. Im oberen Stockwerk bei den größten Schätzen angelangt, bietet ihm der Inhaber einen Talisman an: ein geheimnisvoll funkelndes Chagrinleder. Dessen arabische Inschrift verheißt seinem Besitzer die Erfüllung aller Wünsche – um den Preis, dass es mit jedem Mal ein wenig schrumpft und schließlich, mit seinem völligen Verschwinden, den Tod bedeutet. Der Antiquar, ein rüstiger Greis, warnt ihn eindringlich, sich auf den Pakt einzulassen: „Wollen“ und „Können“ zerstöre den Menschen; das rein genießende „Wissen“ hingegen beruhige und habe ihn selbst, im Vollbesitz seiner geistigen Kräfte, 102 Jahre alt werden lassen. Vergeblich. Der junge Mann, des Denkens überdrüssig, will gerade jetzt „leben im Übermaß“ und wünscht sich, den Talisman ergreifend, ein drei Tage währendes Fest, so berauschend, dass ihm „alle Freuden zu einer verschmelzen“. Damit hat er den Vertrag besiegelt. In dem Moment, da er das Geschäft verlässt, stößt er auf seine Freunde, die ihn seit Tagen suchen. Die Gunst der Stunde – den gesellschaftlichen Umbruch in Folge der Julirevolution – wollen sie nutzen, um Fuß zu fassen bei einer neuen Zeitung, und haben ihn als Kopf ihres Projekts auserkoren; gerade sind sie auf dem Weg zu einem von dem Gründer dieser Zeitung veranstalteten Bankett. Was dessen äußeren Glanz anlangt, erfüllt sich darin der erste Wunsch voll und ganz.
Als das Gelage abklingt und die Kurtisanen bereits schlafen, verlangt einer der Freunde zu erfahren, was der Grund für den beabsichtigten Selbstmord war. Raphaël de Valentin legt daraufhin eine umfassende Lebensbeichte ab. Seine Mutter verlor er im Alter von zehn Jahren, sein aus altem Adel stammender Vater führte ein strenges Regime. Dessen Unglück – nach zweimaligem Verlust seiner Besitztümer verstrickte er sich in Prozesse – bestimmte den Lebensweg Raphaëls nach Abschluss der Schule: ein vier Jahre währender, minutiös reglementierter Tagesablauf, bestehend aus dem Studium der Rechtswissenschaften und der Arbeit bei einem Anwalt. Das Erbe nach dem Tod des Vaters belief sich auf ganze 1112 Francs. Ohne Selbstvertrauen, aber an Disziplin gewöhnt, fasste der 22-Jährige den Entschluss, davon drei Jahre klösterlich zu leben, um in dieser Zeit zwei Werke zu schaffen – eine Komödie und eine „Theorie des Willens“ –, die ihn berühmt machen sollten. Eine ärmliche Dachkammer fand sich und obendrein menschliche Wärme von Seiten der Wirtin und ihrer Tochter, der anmutigen 14-jährigen Pauline, der er die noch fehlende Bildung angedeihen ließ. Fast am Ziel, begegnete er dem weltgewandten Rastignac und dessen Gesinnung, Erfolg habe nur, wer blendet und auf Pump lebt. Durch ihn lernte er auch Fœdora kennen, Rastignacs weibliches Pendant der Gesellschaft des schönen Scheins. Raphaël verliebte sich in sie, ohne wiedergeliebt zu werden; seine „unselige Menschenkenntnis“ verhalf ihm, Fœdora zu durchschauen, zu ihrem Herzen durchzudringen vermochte er nicht. Hinzu kam die wiederholte Scham, dass er über die Mittel, die der Verkehr mit ihr erforderte, nicht verfügte. So schloss er sich dem Lebenswandel Rastignacs an und ließ der jahrelangen Kasteiung die Ausschweifung folgen. Der üppige Spielgewinn war indes bald aufgebraucht, Schulden häuften sich an, der Gerichtsvollzieher stand vor der Tür... Doch nun, da Raphaël dies seinem besten Freund Émile anvertraut, erinnert er sich seines neuen Besitzes. Triumphierend schwenkt er das Chagrinleder und wünscht sich eine Rente von 200.000 Francs. Noch auf dem Fest wird am Morgen öffentlich verkündet, dass er sechs Millionen erbt.
Einige Wochen später residiert Raphaël in einem der prunkvollsten Anwesen von Paris. Die wenigen Bediensteten, die ihn umgeben, schirmen ihn von der Außenwelt ab. Nicht nur vor seinen eigenen Wünschen muss er sich hüten; das Leder schrumpft auch, wenn er den Wünschen Anderer nachgibt. Angstvoll meidet er so das Leben, um am Leben zu bleiben. Einzig den Besuch der Oper gönnt er sich ab und an. An diesem Ort tritt die Liebe wieder in sein Leben – in Gestalt von Pauline. Wunderbarerweise ist ihr in Napoleons Russlandfeldzug verschollener Vater heimgekehrt; durch ihn ist sie nun ebenso reich wie Raphaël und gesteht ihm ihre Zuneigung. Raphaël ist selig, jedoch bald darauf umso niedergeschlagener beim Anblick des unseligen Talismans. Wutentbrannt wirft er ihn kurzerhand in einen tiefen Brunnen. Einige Tage ungetrübten Liebesglücks folgen; die Hochzeit rückt näher. Da bringt der Gärtner das Leder zurück, unversehrt und noch kleiner geworden. Nun soll es die Wissenschaft richten, beschließt Raphaël. Er geht systematisch vor. Die stoffliche Analyse ergibt, dass es von einem Onager stammt, einem seltenen Esel, der als König des Orients gilt, wo man ihm fabelhafte Eigenschaften zuschreibt. Gleichwohl, versichert man Raphaël, müsse auch dieses Stück Haut den gewöhnlichen Gesetzen der Tierwelt gehorchen, sich „erweichen und ausdehnen“ lassen. Die besten Physiker und Chemiker teilen diese Ansicht – und scheitern. Raphaël erkrankt. Die Symptome deuten auf Schwindsucht. Sein Arzt rät ihm – nach Hinzuziehung medizinischer Kapazitäten aus unterschiedlichen Schulen –, Heilung in der Natur zu suchen. Er reist zur Kur nach Aix-les-Bains, von wo ihn die „gute Gesellschaft“, wegen seines Hustens, wie einen Aussätzigen vertreibt, zieht weiter in die Berge der Auvergne und findet auf einem abgelegenen Gehöft eine Heimstatt, wo ihm die Bewohner ebenso gut tun wie die tagelangen Wanderungen in der einsamen Wildnis. Seine Krankheit indes schreitet unerbittlich voran. Den Tod vor Augen, kehrt er nach Paris zurück. Mit Opium lässt er sich in einen Dämmerzustand versetzen, Paulines Briefe verbrennt er. An seinem Sterbebett ist sie jedoch, von seinem treuen Diener gerufen, zugegen; den winzigen Rest seines Chagrinleders in ihrer Hand, liest sie in seinen Augen seinen letzten Wunsch – sie zu lieben – und will sich, um ihn zu retten, erdrosseln. Mit einer letzten Kraftanstrengung bringt er sie davon ab, setzt seinen Wunsch durch und stirbt.

### Epilog
Im Epilog spricht der Erzähler den Leser direkt an und spielt mit dessen gängiger Erwartung, über das weitere Schicksal der wichtigsten Figuren noch mehr erfahren zu wollen. Er enttäuscht sie insofern, dass er nicht, wie üblich, die Erzählung fortführt, sondern eine Deutung anbietet. Sie betrifft die beiden weiblichen Hauptfiguren, Pauline und Fœdora, die er formal und inhaltlich auf kunstvolle Weise kontrastiert. Bei der Frage nach Pauline nimmt er drei Mal Anlauf, um wortreich dem auszuweichen, was das Interesse des Lesers gewöhnlich befriedigt, und führt ihm stattdessen die Vision eines weiblichen Wesens vor Augen, das nicht von dieser Welt ist: Pauline als Luftgestalt, Projektion, Ideal. Über Fœdora hingegen teilt er kurz und nüchtern mit: „Du wirst ihr begegnen. Sie war gestern in den Bouffons, heute abend geht sie in die Oper, sie ist überall. Sie ist, wenn du so willst, die Gesellschaft.“

## Entstehung und Publikation

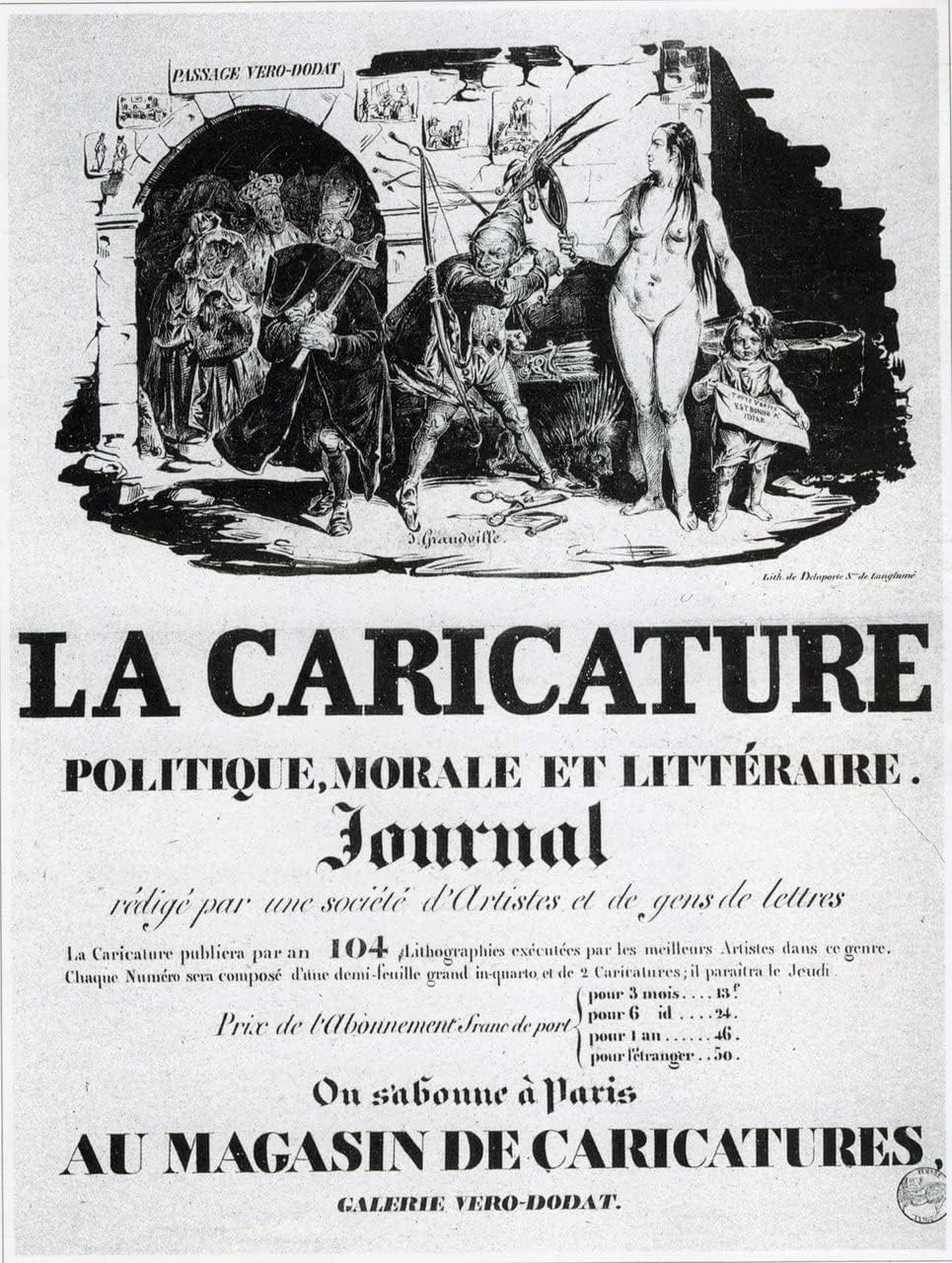
La Caricature: Die Pariser Zeitschrift, in der Balzac den Roman erstmals ankündigte und in der er nach dessen Erscheinen eine selbst verfasste Rezension, unter einem Pseudonym, veröffentlichte.

Balzacs Karriere als Autor von Rang begann erst im Alter von 30 Jahren. Bis dahin schlugen seine Versuche, sich eine Existenz aufzubauen, allesamt fehl. Zwei Mal betraf es bürgerliche Berufe: Aus der vorgezeichneten Bahn als Anwalt war der junge Balzac regelrecht geflohen; sein Dreifach-Engagement als Verleger, Drucker und Besitzer einer Letterngießerei endete nach drei Jahren harten Ringens im Konkurs. In der Zwischenzeit war er bereits schriftstellerisch tätig geworden: zunächst in zwei von der Familie alimentierten Probejahren, deren Ertrag jedoch keinen Widerhall fand; im Anschluss als pseudonymer Verfasser literarischer Dutzendware, mit der er sich zwar emanzipierte, aber unter Wert verkaufte. Damit räumte er nach dem Bankrott entschlossen auf. Die „Herrenjahre“ als Geschäftsmann erwiesen sich als fruchtbare Lehrjahre in Sachen Wirklichkeitserfahrung. Sie änderten Balzacs Kunstauffassung und lösten einen Produktivitätsstrom aus, der zwei Jahrzehnte lang, bis zu seinem Tod, nicht abebben sollte. Fortan publizierte er auch unter seinem bürgerlichen Namen, bald sogar mit dem von ihm selbst hinzugefügten, adligen de. Der erste Roman, der den Autorennamen Honore de Balzac trug, war Das Chagrinleder.
Die früheste mediale Erwähnung des Romantitels, durch Balzac selbst, geht zurück auf den 9. Dezember 1830. Eine Woche danach veröffentlichte er in der gleichen Zeitschrift, La Caricature, ein Fragment der Geschichte unter dem Titel Le dernier Napoleón. Zu dem Zeitpunkt setzte er in sie noch keine großen Hoffnungen. Bereits im Januar hatten sich seine Zweifel jedoch zerstreut, und er wurde mit den Verlegern Urbain Canel und Charles Gosselin handelseinig. Der Vertrag verpflichtete ihn auf Fertigstellung bis Mitte Februar, eine für sein Schreibtempo reichlich bemessene Frist. Diesmal ließ er sich aber Zeit, lieferte erst im Juli und heizte im Mai mit der Vorveröffentlichung zweier Fragmente die Neugier der Leserschaft an: Une débauche (Eine Ausschweifung) in La Revue des Deux Mondes und Le suicide d'un poète (Der Selbstmord eines Dichters) in La Revue de Paris.
Am 6. August 1831 erschien die zweibändige Erstausgabe des Chagrinleder mit dem Untertitel Conte philosophique (Philosophische Erzählung); der Epilog hieß noch Conclusion (Fazit); angeschlossen war eine Moral, auf die man später ebenso verzichtete wie auf das 25-seitige Vorwort Balzacs. Der schnell vergriffenen Originalausgabe folgte Ende September eine zweite, die, ergänzt um zwölf weitere Geschichten mit fantastischen Elementen, nun drei Bände füllte. Bei jeder Neuausgabe des Chagrinleder nahm Balzac Änderungen am Text vor, um ihn stilistisch zu vervollkommnen. Unter den insgesamt sieben, die zu seinen Lebzeiten erschienen, waren auch die erste illustrierte im Jahr 1837/38 und die zur Menschlichen Komödie gehörige von 1845. Dort platzierte Balzac Das Chagrinleder innerhalb der Études philosophiques (Philosophische Studien) an erster Stelle.

## Form

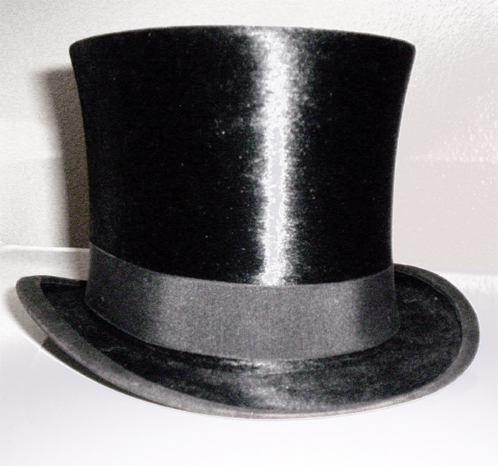
Der Hut des Mannes: Dingsymbol wie das Chagrinleder, aber als Alltagsgegenstand Teil von Balzacs Realismuskonzept

Die Neuauflage der Erstfassung des Chagrinleder, die Pierre Barbéris 1972 auf den Weg brachte, bot einer größeren Leserschaft die Möglichkeit, sich ein Bild zu machen von der ursprünglichen Textgestalt des Romans. Sie sei „voller verbaler Kühnheit“, befand einer der Kritiker. Im Vergleich dazu habe die Ausgabe von letzter Hand den Vorzug, dass sie stilistisch „nicht nur korrekter, sondern vor allem prägnanter, kompakter“ ausfalle. Das „metaphorische Netzwerk“ sei weitgehend unverändert geblieben. Unverrückbar festgehalten habe Balzac an der „Architektur“ des Romans: der Gliederung in drei etwa gleich große Teile, wobei der mittlere mit den beiden äußeren in mehrfacher Hinsicht kontrastiert. Zeitlich dominiert in den Außenteilen die Erzählgegenwart gegenüber der -vergangenheit, erzählperspektivisch die Außen- gegenüber der Innensicht, und bezogen auf das Movens des Protagonisten das Todesmotiv gegenüber dem Lebensbegehren. Das Todesmotiv ist in sich noch einmal konträr angelegt als Todessehnsucht im ersten und Todesfurcht im dritten Teil.
Versuche einer Zuordnung des Romans zu bestimmten Genres oder Strömungen führen in der Regel zu keinem eindeutigen Ergebnis. Darauf stimmt Balzac seine Erstleser im Vorwort ein. Zunächst bekennt er sich eindeutig zum Realismus: „Wiedergabe der Natur“ sei die „komplizierteste aller Künste“, und einen Schriftsteller zeichne aus, dass er über „Beobachtungsgabe und Stil“ verfüge. Später fügt er einschränkend hinzu, es gebe auch andere „Begabungen“: „wahrhaft philosophische Dichter“, die in der Lage seien, die „Wahrheit“ mit einer Art „zweitem Blick“ zu „erraten“. Das zielt darauf, die Abweichungen von seinem Realismuskonzept im Chagrinleder zu legitimieren, erkennbar im Stellenwert des Fantastischen und dem etwas konstruiert wirkenden Figurenensemble (Balzac meint, es sei eher Typen angenähert statt dem Leben abgeschaut). Seiner Fähigkeit zu nüchterner, illusionsloser Betrachtung tut das indes keinen Abbruch. Allein der erste Teil liefert dafür reiches Anschauungsmaterial: so in der knappen Schilderung der Tristesse des größten Pariser Spielsalons bei Tag, in der Figur des prunksüchtigen Bankiers und Zeitungsgründers Taillefer, eines Gewinnlers der gescheiterten Julirevolution, oder in dem komplementär zu ihm angelegten Porträt der Freunde Raphaëls, deren Motivation die gängigen Klischees von Jugend (Idealismus) und Journalismus (Haltung) konterkariert.

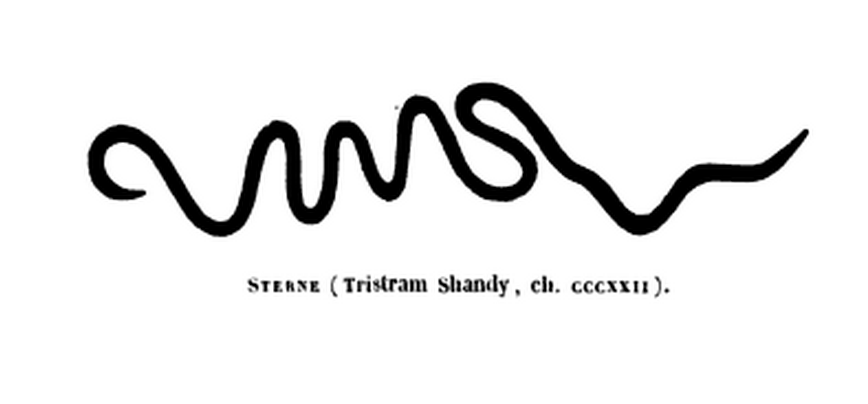
Die Schlangenlinie auf der Titelseite mit dem Verweis auf Tristram Shandy

Zu der gewundenen Linie auf der Titelseite der Erstausgabe merkt Balzac lediglich an, dass sie als Anspielung auf Lawrence Sternes Tristram Shandy gedacht ist. Entsprechend spekulierte man über mögliche Bezüge zum Chagrinleder. So deutet man sie als Pendant zum „gewundenen Design“ des Romans oder als Symbol dafür, dass eine Idee durch die Sprache nie vollständig wiedergegeben werden kann, oder einfach nur als Verweis auf eine Erzähltradition, in die Balzac sich stellen wollte. Der Originaltitel, für den er sich entschied – La peau de chagrin – weckt im Französischen mehrere Assoziationen, anders als Chagrinleder im Deutschen. Im Grunde ist „Chagrinleder“ ein Pleonasmus, denn „Chagrin“ bezeichnet allein schon eine spezielle Ledersorte, die aus der besonders strapazierfähigen Rückenhaut einiger Tierarten, wie Esel, Pferd oder Hai, gewonnen wird. Das gilt auch für das Französische. Dort steht „chagrin“ aber zugleich für etwas ganz anderes: einen von Trauer und Schmerz bestimmten Gemütszustand, der in etwa dem deutschen „Kummer“ entspricht. Mit „peau“ wiederum verbindet sich im Französischen die Vorstellung von der natürlichen „Hülle“ eines Lebewesens, also von Haut, Fell, Schale usw. Der Originaltitel ruft daher Assoziationen hervor von einem Stück Lederhaut, das einem Tier entstammt und das Kummer bereitet. Eine der neueren Übertragungen – Die Schicksalshaut – versucht dem auch im Deutschen näherzukommen.

## Lesarten

### Autobiografisch
Raphaël, der Protagonist des Chagrinleder, trägt unverkennbar Züge des jungen Balzac, bezogen auf das dem Schulabschluss nachfolgende Jahrzehnt. Nahezu deckungsgleich Balzacs Studienzeit: die gleich starke Abneigung gegen den gleichen Studiengang (Recht) und gegen die im gleichen Metier parallel dazu verrichtete niedere Arbeit. Innen- und Außenwahrnehmung klaffen extrem auseinander: Balzac fühlt sich zu Großem berufen, wird aber klein gehalten. Sein erster mutiger Schritt in die Selbstständigkeit wiederum fast identisch mit dem im Roman: die mehrjährige Klausur, um sich selbst (und seinen noch lebenden Eltern) zu beweisen, dass er zum Schriftsteller geboren ist; in einer ärmlichen Pariser Dachkammer hausend und die leiblichen Bedürfnisse auf ein Minimum reduzierend, gelingt ihm zwar geistiger Höhenflug, aber nicht der erhoffte Erfolg. Nachfolgend der Schwenk ins Gegenteil, die opportunistische Anpassung; um zu Geld zu kommen, bedient er den mediokren Geschmack der Gesellschaft mit eigenem Mittelmaß; steigender Wohlstand führt allerdings zu wachsenden Bedürfnissen, größerem Risiko und hoher Verschuldung – der Punkt, an dem sich die Wege von Autor und Protagonist trennen. Während Balzac sich als Schriftsteller noch einmal ganz neu erfindet, lässt er seinen Helden an dieser Stelle scheitern.

### Philosophisch

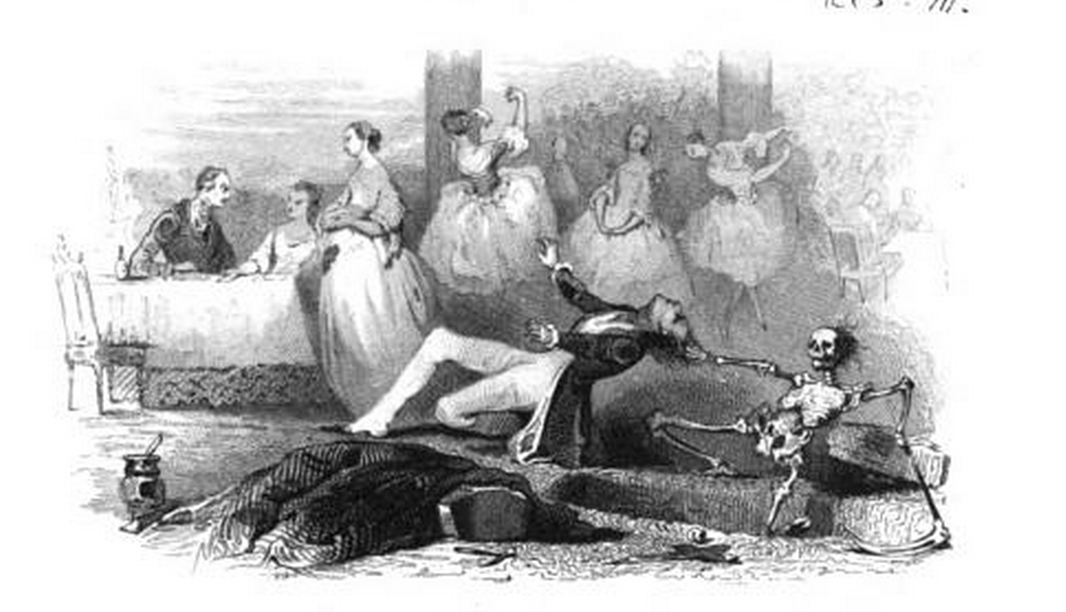
Begehren und Tod: Titelvignette der ersten illustrierten Ausgabe (1838)

Eine autobiografische Referenz ist auch das von Raphaël geplante Hauptwerk Theorie des Willens, wenngleich im realen Leben früher und komprimierter verfasst: Balzac schrieb einen solchen Essay als Schüler. Welche Ideen genau ihn seinerzeit umgetrieben hatten, gestaltete er im noch stärker autobiografischen Louis Lambert; im Chagrinleder genügt die Nennung des Titels, um plausibel zu machen, dass Raphaël für eine „Praxis des Wünschens“, welche der Besitz des Talismans in Gang setzt, verführbar scheint. Von diesem Punkt an steht ihm der Zusammenhang zwischen Wunscherfüllung und Lebensdauer klar vor Augen – zugespitzt: zwischen Begehren und Tod. Mit dieser Korrelation hatte sich Balzac bereits im Vorfeld des Romans essayistisch auseinandergesetzt. Zwei seiner Kernthesen fasst Edgar Pankow wie folgt zusammen: (1) Balzac habe die Existenz eines „Stroms des Lebens“ angenommen, der stärker sei als das Lebens selbst, eine „Triebkraft“, die von Anfang an auf die Erschöpfung aller vitalen Lebensfunktionen hinauslaufe, also auf den Tod dränge und die dem Menschen in der Regel unbewusst sei. (2) Leben heiße „sich verausgaben“; wie schnell ein Mensch seine Lebenskraft erschöpfe, hänge ab vom verfügbaren Energiepotenzial und der Intensität der Verausgabung. (Korrespondierend dazu spricht der Antiquar von einer „unbekannten Macht“, die hinter dem Talisman stehe, und von „Energie“, die man brauche, um ihr Paroli zu bieten.)
Mit Bezug auf Balzacs essayistische Thesen und seinen fiktionalen Helden lässt sich auch der philosophische Gehalt des Romans genauer fassen. Er zeigt die (fantastische) Möglichkeit, das Wirken jener auf den Tod hinsteuernden „Triebkraft“ sichtbar zu machen, und die (realistische) Unmöglichkeit, diesen Prozess aufzuhalten und zugleich weiter zu leben. Diesem Dilemma begegnet Raphaël, als auf den ersten Rausch (Orgie und Reichtum) der „Kater“ folgt und auf Todesangst – Lebensangst. Denn jede Lebensregung kostet ja sichtbar Lebenszeit. So zieht er sich zurück, versucht zu „vegetieren“, wie ein „Automat“ zu funktionieren. „Der Wunsch jedoch, […] das paradoxe Begehren, das Leben auf dem Weg der Kastration des Begehrens am Leben zu erhalten, muss scheitern.“ So bleibt ein kleiner Spalt zur Welt hin offen: die Opernbesuche. Gegenüber den „Fœdoras“, die nur Begehren erregen wollen, ohne selbst zu begehren, ist er gewappnet: durch ein Opernglas, das die Wirklichkeit ins Hässliche verzerrt. Eines Abends jedoch dringen die Reize eines nahen weiblichen Wesens „hinterrücks“ so unwiderstehlich in ihn ein, dass mit einemmal all seine anderen Sinne wiedererwachen. Das Menschliche triumphiert, die Liebe entflammt neu, doch sie beflügelt nur Pauline. Für Raphaël löst bald schon jedes Begehren Todesfurcht aus. Nun beginnt auch die eigentliche Agonie. Raphaël gibt den Kampf nicht auf, doch die Erschöpfung nimmt zu, und mit ihr die Akzeptanz, dass jedes Begehren ihn dem Tod noch schneller näher bringt – bis hin zum Schlusspunkt, in dem beides, Begehren und Tod, zusammenfallen.
Dem philosophischen Gehalt des Romans kann man sich auch über einen Figurenvergleich nähern. Mit Blick auf Raphaël und seinen diesbezüglichen Gegenspieler, den Antiquar, bietet er zwei Optionen an: ein intensives, aber kurzes gegenüber einem langen, aber gemäßigten Leben. Der 102-Jährige weiß kraft seiner Erscheinung und seiner Argumente zu überzeugen: Er wirbt für ein geistiges Leben, das mit Weisheit, Seelenruhe und hohem Alter belohnt. Ein allen Gefährdungen menschlichen Lebens Entrückter ist aber auch er nicht: In dem Moment, da er die „unbekannte Macht“, die er nicht nutzt, aus der Hand gibt, macht er sich selbst angreifbar. Genau das tritt ein. Raphaël, der ein dem Geiste geweihtes (nicht „gelebtes“?) Leben brüsk ablehnt (der Versuch dazu habe ihn nicht einmal ernährt), gibt spontan dem Impuls nach, mit seiner neuen Macht zu spielen, und wünscht dem Greis, noch einmal l(i)eben zu müssen. Auch dieser Wunsch erfüllt sich, zeitgleich mit Raphaëls wiedererwachter Liebe und als deren Karikatur: Begleitet von einer blutjungen Kurtisane, schwelgt der Alte im Vorgefühl einer höchstes Glück verheißenden Liebesstunde. So der Lächerlichkeit preisgegeben, fällt es schwer, in ihm den Kronzeugen für ein gelingendes langes Leben zu sehen – im Unterschied zu einem zweiten Greise, der auffälligerweise das gleiche biblische Alter von 102 erreicht hat. Raphaël begegnet ihm in den Bergen der Auvergne. Sichtlich im Einklang mit seiner „Scholle“ und seiner Mehrgenerationen-Familie, verkörpert dieser Methusalem am ehesten ein Lebensmodell, bei dem Wunschbefriedigung und Altern sich nicht gegenseitig auszuschließen scheinen.

### Gesellschaftskritisch
Der Untertitel des Romans (Philosophische Erzählung) und seine Zuordnung innerhalb der Menschlichen Komödie (unter die Philosophischen Studien) lassen erkennen, wo Balzac selbst den Schwerpunkt setzte. Das hinderte ihn nicht, auch in diesem frühen Meisterwerk schon deutliche Gesellschaftskritik zu üben. Der französische Schriftsteller Félicien Marceau meint sogar, sie sei im Chagrinleder, bedingt durch eine gewisse Abstraktion, noch „reiner“ gelungen als in Balzacs späteren Romanen. In jedem Fall zeigt sie sich vielgestaltig – unter anderem in Episoden wie dem Bankett, das zu einem Bacchanal entartet, oder in Dingsymbolen, die mit entsprechender Bedeutung aufgeladen werden, wie dem magischen Talisman, welcher die menschlichen Wünsche kaum verhüllt auf materiellen Besitz lenkt. Am deutlichsten wird die Gesellschaftskritik mit Blick auf die Figuren, die Balzac um seinen Protagonisten gruppiert. Bei den Frauen sind es zwei, die er mit konträren Haltungen ausstattet und denen er ungleiche Aussichten auf Verwirklichung einräumt: Paulines Altruismus kennzeichnet er als Attribut eines Fantasiewesens, Fœdoras Egoismus hingegen als Wesensmerkmal für „die Gesellschaft“ schlechthin. Ähnlich die Konstellation bei den Männern: In Rastignac entwirft Balzac eine Figur, der der Gesellschaft den Spiegel vorhält, indem er zynisch auslebt, was sie als erfolgreich anerkennt: parasitären Hedonismus. Den Antiquar lässt Balzac die hemmungslose Wunscherfüllung der „Rastignacs“ als Krebsschaden für die Gesellschaft und den Einzelnen verurteilen und als Konsequenz ein asketisches, weltabgewandtes Dasein führen. Raphaël probiert beides; für das eine fehlt ihm die letzte Kaltschnäuzigkeit, für das andere Entsagungsbereitschaft. Auf eine echte Alternative, die lebenswert und realisierbar zugleich erscheint, trifft er erst fernab der Pariser Gesellschaft bei den Menschen in der Auvergne, wobei freilich offen bleibt, ob er sie ohne Leidensdruck überhaupt wahrgenommen hätte.

Inschrift auf dem Chagrinleder
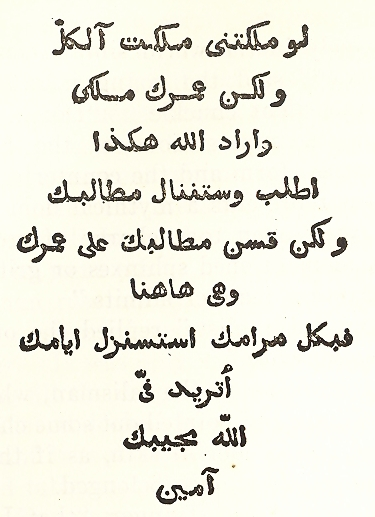
Arabisch
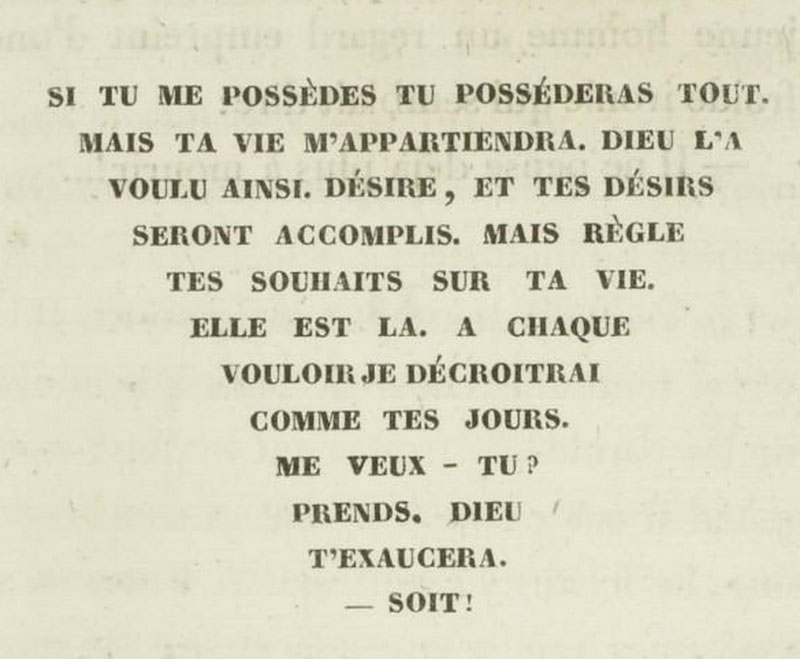
Französisch
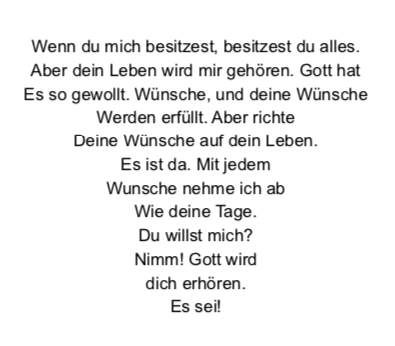
Deutsch

### Motivgeschichtlich

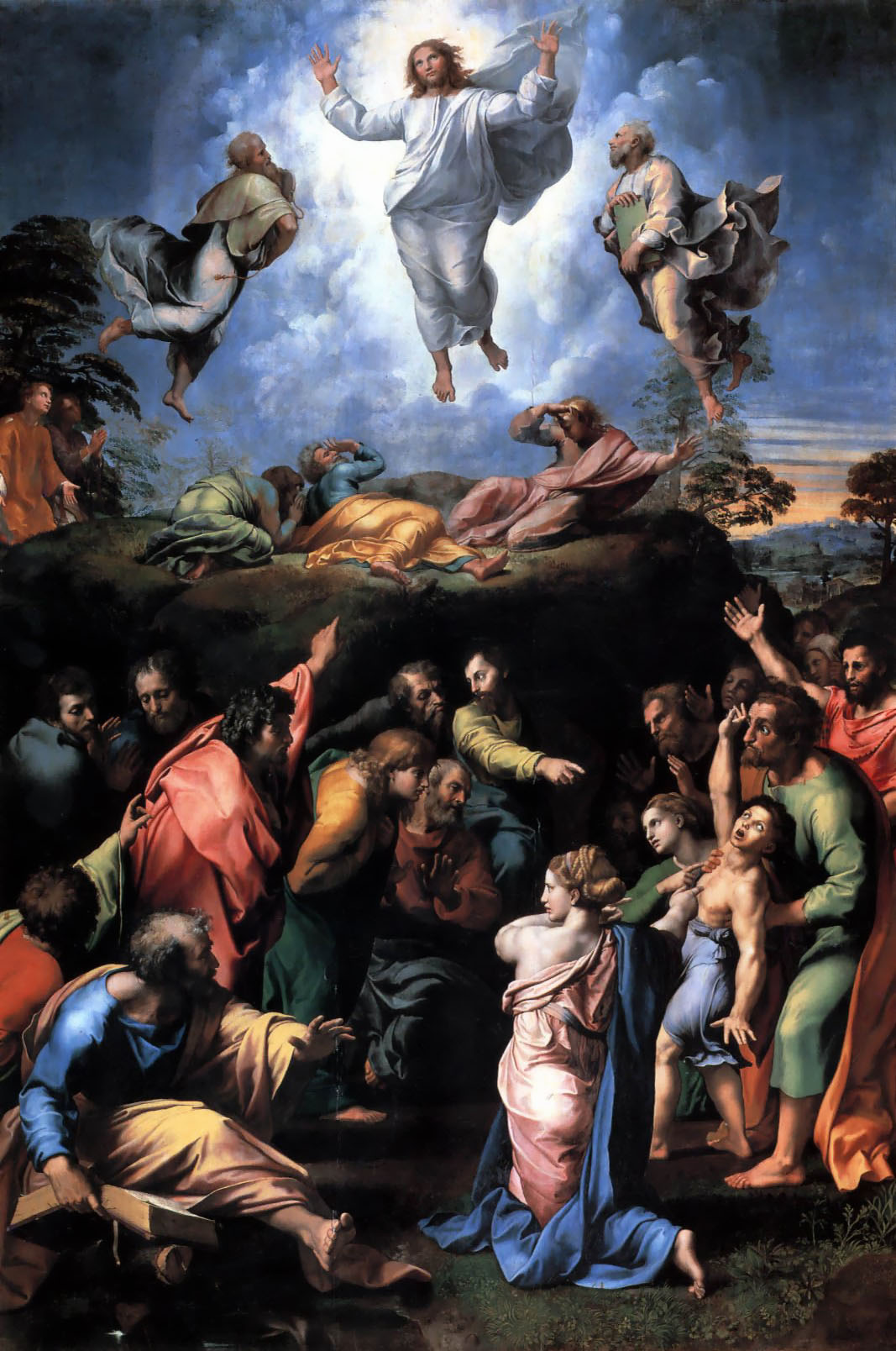
Transfiguration von Raffael galt bis zum Beginn des 20. Jhd. als berühmtestes Gemälde der Welt. Es gehörte zum Raubgut Napoleons, wurde aber 1815 dem Vatikan zurückerstattet. – Der Antiquar zeigt Raphaël das (unter Verschluss gehaltene) Bild, bevor er ihm das Chagrinleder anbietet.

Der Teufelspakt ist eines der ältesten und am häufigsten variierten Motive der Kulturgeschichte, besonders der Literatur. Das Chagrinleder reiht sich in diese Tradition ein und bereichert sie zugleich. Im Kern folgt der Roman der Überlieferung: Ein Mensch, der Entgrenzung sucht, schließt einen Pakt mit einer Macht, welche über magische Kräfte verfügt und bereit ist, sein Verlangen zu stillen, dafür aber einen hohen Preis einfordert. Üblicherweise gewährt die Macht den Wunsch nach Entgrenzung nicht uneingeschränkt; zumindest der nach ewigem Leben ist in der Regel tabu. Im Vertragstext des Chagrinleders findet dieser Vorbehalt keine Erwähnung, denn er ist „eingepreist“; die Gegenleistung, die dem Menschen abverlangt wird, ist ja gerade sein Leben. Hier wandelt Balzac die Überlieferung ab, mit Folgen. Traditionell ist es die Seele, die der Mensch dem Teufel verschreibt und die jenem dann in der Hölle auf ewig dienstbar sein muss; das Leben zuvor ist nur geschmälert durch die mit dem Teufel ausgehandelte verbleibende Zeit (im mittelalterlichen Faustbuch immerhin 24 Jahre), aber nicht durch dessen Qualität. Im Gegenteil, der Mensch darf ja wünschen! Ein Pakt jedoch, der jede Wunscherfüllung mit einer Strafe schon im Diesseits belegt, kann eigentlich nur attraktiv sein für jemanden in einer Ausnahmesituation wie Raphaël: Er ist ja im Begriff, sich das Leben zu nehmen.
Der Teufelspakt in Balzacs Variation lässt mehrere Interpretationen zu. Ihn moralisch-religiös zu deuten, also im Rahmen traditioneller Kategorien, ist möglich, auch wenn Balzac diesbezügliche Begriffe weitgehend ausspart. Eine andere Interpretation speist sich aus naturwissenschaftlichen, philosophischen und psychologischen Erwägungen und wird von Edgar Pankow durch den Vergleich mehrerer Texte Balzacs und Freuds hergeleitet. Demnach ist der Teufelspakt im Chagrinleder die literarische Ausformung von Balzacs essayistischen Überlegungen zur Korrelation zwischen Begehren und Tod. Ebenso ist die „unbekannte Macht“, die im Roman laut des Vertrages das Leben des Menschen fordert, gleichzusetzen mit der „Triebkraft“, von der Balzac annahm, sie dränge auf den Tod, sei „stärker als das Leben selbst“ und dem Menschen normalerweise unbewusst. Das fantastische und zugleich konfliktauslösende Moment der Romanhandlung besteht nun darin, dass diese Kraft, indem sie aus dem Schatten des Unbewussten ans Licht tritt, Gestalt annimmt und ihren Wirkmechanismus offenbart, worauf Raphaël, als Nutznießer und Leidtragender, abwechselnd mit Begehren und Abwehr, Lähmung und Verdrängung reagiert, bis er sie akzeptiert. Dieses Gedankengut Balzacs aus Essay und Literatur führt Pankow zusammen mit vergleichbaren Überlegungen Freuds, speziell zum „Todestrieb“ sowie zum „Lustprinzip“, und deutet den Sinn des Teufelspakts im Chagrinleder als „Aufschub des Todes“. Raphaëls paradoxe Erfahrung bündelt er so: „Die primär letale Triebneigung des Protagonisten sinkt durch die Intervention der Eselshaut – des Lustprinzips – ins Unbewusste ab und wird zugleich auf dem Weg der Wunscherfüllung realisiert.“
Als wichtigster Vorläufer für Das Chagrinleder – und bedeutendster Beitrag zur Motivgeschichte des Teufelspakts überhaupt – gilt Goethes Faust. Zumindest auf dem ersten Teil konnte Balzac aufbauen. Allein die Protagonisten haben vielerlei gemeinsam: Willensstärke und Absolutheitsanspruch; die Nähe zum Suizid als letztem Entgrenzungsversuch nach mehreren Enttäuschungen, darunter die unbefriedigende Gelehrtenexistenz; der unmittelbar folgende Teufelspakt mit gleichem Ziel: umfassender Lebenserfahrung. Gravierendster Unterschied für Raphaël: die Täuschung in Letztgenanntem. Auch hat er zuvor keinerlei Verhandlungsspielraum, sein Pakt ist starr, eine Wette wie bei Faust ausgeschlossen. Eher unterschiedlich auch seine Liebeserfahrung: bei Goethe in Folge des Pakts und tragisch für die Frau, bei Balzac trotz des Pakts und tragisch für den Helden. Deutungsoffener fällt der Vergleich des Göttlichen und Teuflischen aus. Gibt es bei Goethe eine klare Trennung zwischen beiden Wirkmächten, eine klare Hierarchie und klare moralische Kategorien (die allerdings mit neuem Inhalt gefüllt werden), lässt Balzac mehr Raum für Interpretationen. Sieht man beispielsweise in dem Jesus-Gemälde des Malers Raffael eine göttliche Botschaft, die der Protagonist Raphaël nicht (an)erkennt, oder deutet man den Umstand, dass die Inschrift sich auf Gott beruft, als teuflischen Betrug, dann lassen sich auch bei ihm beide Mächte trennen. Man kann sie aber auch als eins auffassen, als „einig“ in ihrer Wirkung auf den Menschen, wenn man als maßgebend betrachtet, dass Raphaël Merkmale beider in dem einen „Botschafter“, dem Antiquar, und der einen „Botschaft“, dem Chagrinleder, wahrnimmt.

## Rezeption und Nachwirkung

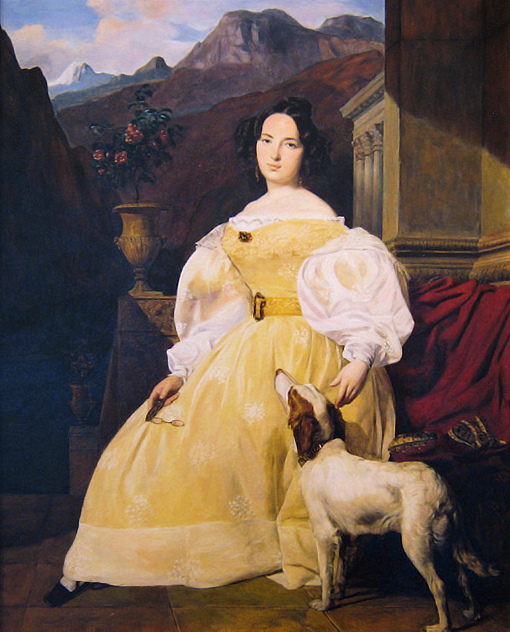
Ewelina Hańska, Balzacs Frau, die ihm nach der Lektüre des Chagrinleder einen ersten Brief schrieb, signiert mit L'Étrangère (Die Fremde). Auch Raphael wird im ersten Teil mitunter als Der Fremde bezeichnet.

Das Chagrinleder gilt als Balzacs erster Roman, der ihm, zusätzlich zum kommerziellen Erfolg, auch künstlerische Anerkennung einbrachte. Zu beidem trug er als Autor direkt mit bei. Er streute Ankündigungen des Romans in diversen Pariser Blättern, veröffentlichte Teile aus ihm vorab und schrieb sogar eine der Rezensionen selbst: Unter dem Pseudonym Le Comte Alexandre de B. bescheinigte er dem Verfasser des fünf Tage zuvor erschienenen Romans, in aller Unbescheidenheit, „Genialität“. Unabhängig davon wurde Das Chagrinleder in allen großen Pariser Zeitungen und Magazinen besprochen, überwiegend positiv. Das gewichtigste Urteil freilich kam aus Weimar, vom 82-jährigen Autor des Faust persönlich. Goethe, im Roman namentlich erwähnt, bemängelte zwar „Verstöße und Extravaganzen“, lobte aber den „mehr als alltäglichen, ganz vorzüglichen Geist“.
Eine weitere Stimme aus dem europäischen Ausland hatte weitreichende Folgen für Balzacs Privatleben. Es war die seiner späteren Frau, Ewelina Hańska, einer polnischen Adligen. In ihrem ersten Brief stellte sie sich ihm als Leserin seiner Werke vor. Balzacs Darstellung der Frauen hatte auf sie ganz unterschiedlich gewirkt; beeindruckt war sie von seinem Kenntnisreichtum in Physiologie der Ehe, verstört hingegen vom negativen Bild der Fœdora im Chagrinleder. Hańska, obwohl verheiratet, warb unverkennbar um Balzacs Zuneigung; zwar blieb sie zunächst anonym und schloss eine persönliche Begegnung aus, arrangierte dann aber doch einen Treff anlässlich einer Reise in die Schweiz. In den Folgejahren blieb der Kontakt zwischen beiden weitgehend auf Briefe beschränkt, selbst nach dem Tod von Hańskas Mann (1841). Zahlreiche Schwierigkeiten stellten sich ihnen entgegen, unter anderem hohe Verschuldung, Erbschaftsprozesse, eine Fehlgeburt, Balzacs gesundheitlicher Verfall. Als die Ehe endlich geschlossen werden konnte, war der 50-Jährige bereits todkrank. Fünf Monate später starb er.
In den zwei Jahrzehnten zuvor, seiner eigentlichen Schaffenszeit, hatte Balzac stets an seiner Wertschätzung für Das Chagrinleder festgehalten. So bezeichnete er den Roman in einem Interview als „Ausgangspunkt“ für sein Gesamtwerk, und im Vorwort zur Menschlichen Komödie als „Verbindungsstück“ zwischen den Études de mœurs (Sittenstudien) und den Études philosophiques (Philosophische Studien), in die Balzac ihn eingliederte. Dass eine Zuordnung zu den Sittenstudien ebenso berechtigt gewesen wäre, begründete er an anderer Stelle so: „Das Chagrinleder ist Candide mit Anmerkungen von Béranger – das Elend, der Luxus, der Glaube, die Spottsucht, die Brust ohne Herz, der Kopf ohne Hirn des 19. Jahrhunderts, dieses Jahrhunderts schimmernder Wahngebilde, von denen man in fünfzig Jahren nichts mehr wissen wird außer durch Das Chagrinleder.“
Beide Zuordnungen wurden auch von Balzac-Interpreten des 20. Jahrhunderts bestätigt: die philosophische unter anderem durch Maurice Bardèche, der den allegorischen Charakter des Romans hervorhob, und die sittlich-moralische insbesondere durch den Lukács-Schüler Pierre Barbéris, der den gesellschaftlichen Kontext betonte und im Chagrinleder das Zeugnis einer vom Scheitern der Julirevolution enttäuschten Generation sah. Andere Interpreten verfolgten einen psychoanalytischen Deutungsansatz oder widmeten sich formalen Aspekten, beispielsweise durch Struktur- und Stilstudien. Ein möglicher direkter Einfluss auf bedeutende Romane des 19. Jahrhunderts, wie Dostojewskis Verbrechen und Strafe oder Wildes Das Bildnis des Dorian Gray, wird kontrovers diskutiert. Das Chagrinleder inspirierte zahlreiche Künstler zu Adaptionen für die Leinwand und die Bühne, darunter auch mehrere Vertonungen; zwei von ihnen entstanden im deutschsprachigen Raum (Giselher Klebe, Fritz Geißler). Nach wie vor gehört der Roman zu den meistgelesenen Werken Balzacs, ersichtlich unter anderem an der Vielzahl der Taschenbuchausgaben, vornehmlich in Frankreich. Ein weiteres Zeichen für seine Popularität ist, dass der Titel Eingang in den Sprachgebrauch gefunden hat; unter „peau de chagrin“ versteht man im Französischen etwas, was „besorgniserregend schrumpft“.

## Adaptionen (Auswahl)
- Kinofilme: Frankreich 1909 (Regie Michel Carré); Slave of desire, USA 1923 (Regie George D. Baker); Die unheimlichen Wünsche, Deutschland 1939 (Regie Heinz Hilpert); La piel de Zapa, Argentinien 1943 (Regie Luis Bayón Herrera)
- Fernsehfilme: Frankreich 1980 (Regie Michel Favart); Frankreich 2010 (Regie Alain Berliner)[25]
- Vertonungen: Charles-Gaston Levadé: La Peau de chagrin, comédie lyrique in vier Akten, Dichtung von Pierre Decourcelle und Michel Carré, Uraufführung 24. April 1929, Opéra-Comique; Giselher Klebe: Die tödlichen Wünsche, Oper 1959, 1962, UA 14. Juni 1959, Deutsche Oper am Rhein Düsseldorf unter Leitung von Reinhard Peters; Fritz Geißler: Das Chagrinleder, Oper in sieben Bildern 1977/78 nach einem Libretto von Günther Deicke

## Ausgaben (Auswahl)
- La peau de chagrin. Gosselin, Paris 1831. online
- La peau de chagrin. Charpentier, Paris 1839. online
- La peau de chagrin. Houssiaux, Paris 1855. online
- La peau de chagrin. Gallimard, Paris 2014. ISBN 978-2070459483

## Übertragungen ins Deutsche (Auswahl)
- Das Chagrinleder. Übersetzer: Hermann Denhardt. Leipzig 1888.
- Das Chagrinleder. Übersetzerin: Hedwig Lachmann. online
- Die tödlichen Wünsche. Übersetzer: Emil Alphons Rheinhardt. Berlin 1924. online
- Die Schicksalshaut. Übersetzerin: Eva Rechel. Manesse, Zürich 1971.
- Der Talisman oder Das Chagrinleder. Übersetzer: Emil Alphons Rheinhardt. Mit einem Essay von Friedrich Dürrenmatt. Zürich, Diogenes 2009. ISBN 978-3257239911
- Das Chagrinleder. Übersetzer: Michael Scheffel. Stuttgart, Reclam 2013. ISBN 978-3-15-019093-7

## Illustrierte Ausgaben (Auswahl)
- La peau de chagrin. Mit 100 auf Stahl gravierten Vignetten von Brunellière, Nargeot und Langlois nach Zeichnungen von Gavarni, Baron, Janet-Lange und François Marckl. H. Delloye et V. Lecou, Paris 1838.
- La peau de chagrin. Éditions Tallandier, Paris 1930.
- Das Chagrinleder. Übersetzer: Hermann Denhardt. Mit 142 Illustrationen von Josef Hegenbarth. Reclam, Leipzig 1954.